# ITF Roller Open 2011
L'ITF Roller Open 2011 è stato un torneo professionistico di tennis femminile giocato sulla terra rossa. È stata l'11ª edizione del torneo, che fa parte dell'ITF Women's Circuit nell'ambito dell'ITF Women's Circuit 2011. Si è giocato a Pétange in Lussemburgo dal 18 al 24 luglio 2011.

## Partecipanti

### Teste di serie
| Nazionalità | Giocatrice         | Ranking* | Testa di serie |
| ----------- | ------------------ | -------- | -------------- |
| Rep. Ceca   | Iveta Benešová     | 44       | 1              |
| Svezia      | Johanna Larsson    | 46       | 2              |
| Rep. Ceca   | Petra Cetkovská    | 62       | 3              |
| Francia     | Mathilde Johansson | 67       | 4              |
| Germania    | Kristina Barrois   | 86       | 5              |
| Uzbekistan  | Akgul Amanmuradova | 98       | 6              |
| Germania    | Mona Barthel       | 110      | 7              |
| Rep. Ceca   | Sandra Záhlavová   | 121      | 8              |

- Ranking all'11 luglio 2011.

### Altre partecipanti
Giocatrici che hanno ricevuto una wild card:
- Natela Dzalamidze
- Fiona Gervais
- Melanie Maietti
- Claudine Schaul

Giocatrici che sono passate dalle qualificazioni:
- Sina Haas
- Mervana Jugić-Salkić
- Conny Perrin
- Vivienne Vierin
- Nicola Geuer (lucky loser)

## Campionesse

### Singolare
Mathilde Johansson ha battuto in finale  Petra Cetkovská con il punteggio di 7–5, 6–3

### Doppio
Johanna Larsson /  Jasmin Wöhr hanno battuto in finale  Kristina Barrois /  Anna-Lena Grönefeld con il punteggio di 7–6(2), 6–4